# Samuel Morse
Samuel Morse (teljes nevén Samuel Finley Breese Morse, ejtsd: szemjuel finli bríz mórsz) (Charlestown, Massachusetts, 1791. április 27. – New York, 1872. április 2.) amerikai festő, feltaláló.

## Életpályája
Boston közelében, Massachusetts államban született Jedidiah Morse kongregacionalista lelkész, tudós, „az amerikai földrajztudomány atyja” és Elizabeth Ann Breese Morse első gyermekeként. Eredetileg nem tudós, hanem képzett (festő)művész volt. Andoverben, a Phillips Akadémián tanult, majd 1810-ben diplomát szerzett a Yale Egyetemen. Mivel jómódú családból származott, lehetősége volt 1811–1815 között Angliában tanulmányozni az európai festészetet, majd 1829-től a párizsi Louvre múzeumban kiállított híres festők műveit másolta. A következő tíz évet vándorművészként töltötte; különösen a portréfestészetért lelkesedett. 1832-ben tért vissza Amerikába, ahol a New York Egyetemen (University of New York) mint a festés és rajzolás professzora dolgozott.
Hazafelé úton a Sully nevű vitorlás postahajón együtt utazott Charles Thomas Jackson professzorral, aki egy elektromágnessel szórakoztatta utastársait. Morse több kísérletét is végignézte az elektromágnesességgel foglalkozó tudósnak, és az élmények hatására maga is elkezdett foglalkozni a művészettől merőben távol álló témával. Azonnal munkához látott és a Sully fedélzetén elkészítette távírójának vázlatos tervrajzát, valamint kialakította első távközlő jelrendszerét, amely pontok és vonalak kombinációjából állt. Ez volt az első lépés az elektromos távíró felé. Hazatérése után egyre kevesebbet festett, ereje nagy részét inkább találmánya megvalósítására fordította. Készülékére és ábécéjére 1837-ben nyújtotta be első szabadalmát.
Morséra leginkább az általa kidolgozott kódrendszer (Morse-kód) miatt emlékeznek, és nem a műszere miatt, ami először lehetővé tette ennek használatát.

## Morse távírója
"Telegráfjának lényege az volt, hogy az adó által történt a vevő elektromágnesének a vezérlése. Egyszerűbben: egy kis kar lenyomása zárta, elengedése pedig megszakította az áramkört. Zárt áramkör esetén egy elektromágnes a vevő oldalon magához vonzott egy írószerkezetet megszakításakor pedig egy rugó visszarántotta eredeti helyzetébe. Az írókészülék alatt egy óramű egyenletes sebességgel vitt odébb egy papírszalagot, amelyre a jelek regisztrálása történt. Mégpedig olyan formán, hogy ha nem folyt áram a vezetékben, akkor egyenes vonal, zárt áramkör esetén pedig cikcakkos rajzolódott a papírcsíkra."

## Szabadalmai
- US Patent 1,647, Improvement in the mode of communicating information by signals by the application of electro-magnetism, June 20, 1840 Archiválva 2012. május 24-i dátummal a Wayback Machine-ben
- US Patent 1,647 (Reissue #79), Improvement in the mode of communicating information by signals by the application of electro-magnetism, January 15, 1846 Archiválva 2012. május 24-i dátummal a Wayback Machine-ben
- US Patent 1,647 (Reissue #117), Improvement in electro-magnetic telegraphs, June 13, 1848 Archiválva 2012. május 24-i dátummal a Wayback Machine-ben
- US Patent 1,647 (Reissue #118), Improvement in electro-magnetic telegraphs, June 13, 1848 Archiválva 2012. május 24-i dátummal a Wayback Machine-ben
- US Patent 3,316, Method of introducing wire into metallic pipes, October 5, 1843 Archiválva 2012. május 24-i dátummal a Wayback Machine-ben
- US Patent 4,453, Improvement in Electro-magnetic telegraphs, April 11, 1846 Archiválva 2012. május 24-i dátummal a Wayback Machine-ben
- US Patent 6,420, Improvement in electric telegraphs, May 1, 1849 Archiválva 2012. május 24-i dátummal a Wayback Machine-ben

## Érdekességek
Szellemes versike a Borsszem Jankó élclapban, a 19. század végi telekommunikáció kapcsán, a telefonközpontban dolgozó kapcsolószemélyzet – a telefonoskisasszony felmagasztalása. Benne számos korabeli távközlési sajátosság és szakkifejezés.
Egy m. kir. postai- és távíró szerelmi vallomása
Szőkehaju kis lány, szűm isteni szépe,
Okleveles angyal, távbeszélő Hébe:
Híved vagyok én már szárazon és vizen –
A te csengő hangod behállózta szivem.
Nem ám telefónon, hanem szemtől-szembe
Siess pillantani kopogó szivembe,
Amely Morsé-gépként kalapál szünetlen
Mióta bájodnak csodálója lettem.
Villamos-vezeték mért is nincs közöttünk
Mely – ha háborogna bár az ég fölöttünk –
Dehogy romolnék meg valami egyhamar;
Sohse volna köztünk czudar vonalzavar.
Mint Hughes-gép a te dupla működésed,
Mely egyszerre ad s vesz: olyan ölelésed.
El ne hagyjuk egymást, akármit is tesznek,
Miglen e világból csak le nem csöngetnek!